# Estación Hipólito Yrigoyen
Hipólito Yrigoyen es una estación ferroviaria ubicada en el barrio porteño de Barracas, en la Ciudad de Buenos Aires, Argentina.

## Servicios
Es una estación intermedia del servicio eléctrico metropolitano que se presta entre las estaciones Plaza Constitución, Alejandro Korn, Ezeiza y Glew. Los trenes con destino a La Plata y Bosques no se detienen en esta estación. Es una de las estaciones con menor caudal de pasajeros de la línea.
Desde el 11 de diciembre de 2023 se encuentra cerrada por obras, aunque a más de 1 año del cierre la obra no inició.

## Infraestructura
Posee cuatro andenes, de los cuales solo se utilizan los andenes 3 y 4 para el servicio electrificado. El andén 2 se encuentra fuera de servicio y el 1 clausurado; se accede a ellos mediante un túnel.

## Historia
La estación original era de madera.
En 1901 se comienza a construir el viaducto y se construye la actual estación, la que se inaugura en 1908, quedando la estación a alto nivel respecto a la  
calle.

### Toponimia
Debe su nombre al expresidente argentino Hipolito Yrigoyen. Su nombre original era Barracas al Norte; para diferenciarla de Barracas al Sur, actual Kosteki y Santillán (anteriormente Avellaneda). Dicho nombre proviene de los depósitos de lanas y cueros que existían en la zona.

## Diagrama
| Plataforma Este    | |
| Vía 1              | Trenes a La Plata y Bosques provenientes de Constitución no se detienen en esta estación |
| Vía 2              | Trenes a Constitución provenientes de La Plata y Bosques no se detienen en esta estación |
| Plataforma central | |
| Vía 3              | Trenes a Glew provenientes de Constitución (próxima D. Santillán y M. Kosteki) Trenes a Korn provenientes de Constitución (próxima D. Santillán y M. Kosteki) Trenes a Ezeiza provenientes de Constitución (próxima D. Santillán y M. Kosteki) |
| Vía 4              | Trenes a Constitución provenientes de Glew (próxima Constitución) Trenes a Constitución provenientes de Korn (próxima Constitución) Trenes a Constitución provenientes de Ezeiza (próxima Constitución)                                        |
| Plataforma Oeste   | |